# Kirk Douglas
Kirk Douglas (tên khai sinh Issur Danielovitch, 9 tháng 12 năm 1916 – 5 tháng 2 năm 2020) là một diễn viên và nhà sản xuất phim người Mỹ. Ông nổi tiếng vì chiếc cằm chẻ, giọng nói trang nghiêm và những vai diễn mô típ mà có lần bản thân ông đã từng so sánh với "những tên chó đẻ". Ông là cha của diễn viên và nhà sản xuất phim Hollywood – Michael Douglas.
Năm 1999, Kirk Douglas được Viện phim Mỹ vinh danh trong hàng những huyền thoại điện ảnh vĩ đại nhất mọi thời đại, vị trí thứ 17.
Ngày 5 tháng 2 năm 2020, ông qua đời tại nhà riêng, hưởng thọ 103 tuổi.

## Phim tham gia

### Phim truyện

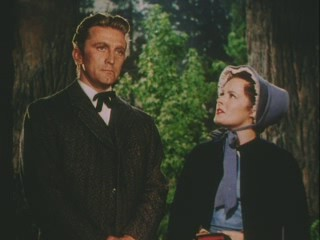
Kirk Douglas trong The Big Trees (1952)

- The Strange Love of Martha Ivers (1946)
- Out of the Past (1947)
- Mourning Becomes Electra (1947)
- I Walk Alone (1948)
- The Walls of Jericho (1948)
- My Dear Secretary (1949)
- A Letter to Three Wives (1949)
- Champion (1949)
- Young Man with a Horn (1950)
- The Glass Menagerie (1950)
- Along the Great Divide (1951)
- Ace in the Hole (1951)
- Detective Story (1951)
- The Big Trees (1952)
- The Big Sky (1952)
- The Bad and the Beautiful (1952)
- The Story of Three Loves (1953)
- The Juggler (1953)
- Act of Love (1953)
- 20,000 Leagues Under the Sea (1954)
- The Racers (1955)
- Ulisse (1955)
- Man Without a Star (1955)
- The Indian Fighter (1955)
- Lust for Life (1956)
- Top Secret Affair (1957)
- Gunfight at the O.K. Corral (1957)
- Paths of Glory (1957)
- The Vikings (1958)
- Last Train from Gun Hill (1959)
- The Devil's Disciple (1959)
- Strangers When We Meet (1960)
- Spartacus (1960)
- Town Without Pity (1961)
- The Last Sunset (1961)
- Lonely Are the Brave (1962)
- Two Weeks in Another Town (1962)
- The Hook (1963)
- The List of Adrian Messenger (1963)
- For Love or Money (1963)
- Seven Days in May (1964)
- In Harm's Way (1965)
- The Heroes of Telemark (1965)
- Cast a Giant Shadow (1966)
- Is Paris Burning? (1966)
- The Way West (1967)
- The War Wagon (1967)
- Once Upon a Wheel (1968) (documentary)
- A Lovely Way to Die (1968)
- The Brotherhood (1968)
- The Arrangement (1969)
- There Was a Crooked Man... (1970)
- To Catch a Spy (1971)
- The Light at the Edge of the World (1971)
- A Gunfight (1971)
- A Man to Respect (1972)
- The Master Touch (1972)
- Scalawag (1973)
- Dr. Jekyll and Mr. Hyde (1973) (TV) (1973)
- Posse (1975)
- Jacqueline Susann's Once Is Not Enough (1975)
- Holocaust 2000 (1977)
- The Fury (1978)
- The Villain (1979)
- Saturn 3 (1980)
- Home Movies (1980)
- The Final Countdown (1980)
- The Man from Snowy River (1982)
- Remembrance of Love (1982)
- Eddie Macon's Run (1983)
- Tough Guys (1986)
- Inherit the Wind (1988)
- Oscar (1991)
- Veraz (1991)
- The Secret (1992) (television)
- A Century of Cinema (1994) (documentary)
- Greedy (1994)
- Diamonds (1999)
- It Runs in the Family (2003)
- Illusion (2004)

### Chương trình ngắn
- Van Gogh: Darkness Into Light (1956)
- Rowan & Martin at the Movies (1968)

## Giải thưởng
- Giải của Hội phê bình phim New York cho nam diễn viên xuất sắc nhất năm 1956